# Danh sách cấu trúc cao nhất Việt Nam

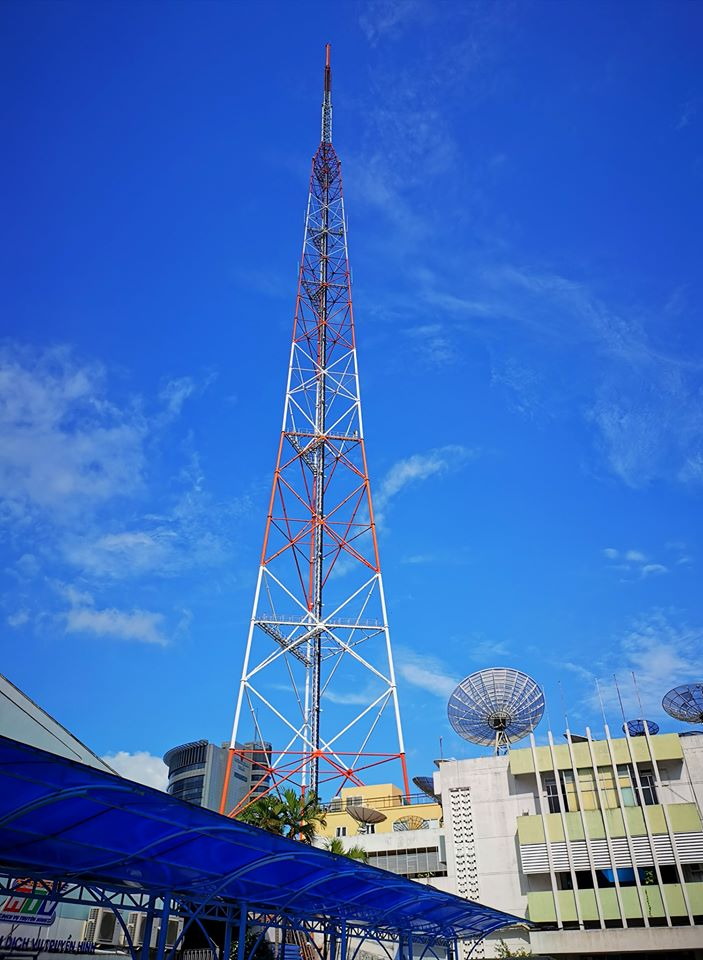
Tháp truyền hình HTV hiện là cấu trúc không phải tòa nhà cao nhất Việt Nam.

Đây là Danh sách cấu trúc cao nhất Việt Nam được xếp hạng dựa theo chiều cao của cấu trúc đó (độ cao tính từ chân cấu trúc đến phần cấu trúc cao nhất của cấu trúc). Bao gồm các ngọn tháp phát sóng, ống khói, cột điện,... và không bao gồm các tòa nhà.
Tính đến thời điểm hiện tại, cấu trúc không phải tòa nhà cao nhất Việt Nam là các tháp ăng ten phát sóng của Đài PT-TH Bình Dương, Đài Truyền hình TPHCM và Đài PT-TH Hà Nội đều cùng cao 252 mét so với mặt đất.

## Cấu trúc cao nhất
Danh sách này liệt kê các cấu trúc không phải tòa nhà đã hoàn thành cao nhất Việt Nam có chiều cao từ 100m trở lên. Lưu ý rằng danh sách này có thể sẽ liệt kê thiếu sót một vài cấu trúc.
     Kết cấu hầu như nằm dưới mặt nước.
| Tên                                                                       | Hình ảnh                                                                                                 | Kiểu kết cấu       | Sử dụng chính       | Chiều cao        | Năm  | Tỉnh / Thành                           | Huyện / Quận                           | Ghi chú |
| ------------------------------------------------------------------------- | --- | ------------------ | ------------------- | ---------------- | ---- | -------------------------------------- | -------------------------------------- | --- |
| Tháp phát sóng Đài Phát thanh - Truyền hình Bình Dương                    | | Tháp lưới thép     | Viễn thông          | 252 m (827 ft)   | 2005 | Bình Dương                             | Thủ Dầu Một                            | Kết cấu không phải là tòa nhà cao nhất Việt Nam cho đến hiện tại.                                                   |
| Tháp phát sóng Đài Truyền hình Thành phố Hồ Chí Minh                      | | Tháp lưới thép     | Viễn thông          | 252 m (827 ft)   | 2009 | Thành phố Hồ Chí Minh                  | Quận 1                                 | Kết cấu cao thứ 3 tại Thành phố Hồ Chí Minh.                                                                        |
| Tháp phát sóng Đài Phát thanh - Truyền hình Hà Nội                        | | Tháp lưới thép     | Viễn thông          | 252 m (827 ft)   | 2013 | Hà Nội                                 | Nam Từ Liêm                            | Kết cấu cao thứ 3 tại Hà Nội.                                                                                       |
| Ống khói Nhà máy nhiệt điện Vân Phong 1                                   | | Tháp bê tông       | Ống khói            | 240 m (790 ft)   | 2024 | Khánh Hòa                              | Ninh Hòa                               | Ống khói cao nhất Việt Nam.                                                                                         |
| Ống khói Nhà máy nhiệt điện Mông Dương 1                                  | | Tháp bê tông       | Ống khói            | 220 m (720 ft)   | 2015 | Quảng Ninh                             | Cẩm Phả                                | Kết cấu cao nhất tỉnh Quảng Ninh.                                                                                   |
| Ống khói Nhà máy Nhiệt điện Thái Bình 1                                   | | Tháp bê tông       | Ống khói            | 215 m (705 ft)   | 2018 | Thái Bình                              | Thái Thụy                              | Kết cấu cao nhất tỉnh Thái Bình.                                                                                    |
| Ống khói Nhà máy Nhiệt điện Thái Bình 2                                   | | Tháp bê tông       | Ống khói            | 215 m (705 ft)   | 2023 | Thái Bình                              | Thái Thụy                              | [ 6 ] |
| Trụ T3 Cáp treo Cát Hải - Phù Long                                        | | Tháp bê tông       | Cáp treo            | 214,8 m (705 ft) | 2020 | Hải Phòng                              | Cát Hải                                | Hiện là trụ cáp treo cao nhất Việt Nam cũng như trên thế giới.                                                      |
| Ống khói Nhà máy nhiệt điện Vĩnh Tân 4 mở rộng                            | | Tháp bê tông       | Ống khói            | 213,5 m (700 ft) | 2019 | Bình Thuận                             | Tuy Phong                              | Kết cấu cao nhất tỉnh Bình Thuận.                                                                                   |
| Ống khói Nhà máy nhiệt điện Duyên Hải 1                                   | | Tháp bê tông       | Ống khói            | 210 m (690 ft)   | 2015 | Trà Vinh                               | Duyên Hải                              | Kết cấu cao nhất tỉnh Trà Vinh.                                                                                     |
| Ống khói Nhà máy nhiệt điện Duyên Hải 3                                   | | Tháp bê tông       | Ống khói            | 210 m (690 ft)   | 2017 | Trà Vinh                               | Duyên Hải                              | [ 9 ] |
| Ống khói Nhà máy nhiệt điện Vĩnh Tân 1                                    | | Tháp bê tông       | Ống khói            | 210 m (690 ft)   | 2018 | Bình Thuận                             | Tuy Phong                              | [ 10 ] |
| Ống khói Nhà máy nhiệt điện Vĩnh Tân 4                                    | | Tháp bê tông       | Ống khói            | 210 m (690 ft)   | 2019 | Bình Thuận                             | Tuy Phong                              | |
| Ống khói Nhà máy nhiệt điện Vĩnh Tân 2                                    | | Tháp bê tông       | Ống khói            | 210 m (690 ft)   | 2020 | Bình Thuận                             | Tuy Phong                              | [ 11 ] |
| Ống khói Nhà máy nhiệt điện Duyên Hải 2                                   | | Tháp bê tông       | Ống khói            | 210 m (690 ft)   | 2021 | Trà Vinh                               | Duyên Hải                              | [ 9 ] |
| Ống khói Nhà máy nhiệt điện Sông Hậu 1                                    | | Tháp bê tông       | Ống khói            | 210 m (690 ft)   | 2022 | Hậu Giang                              | Châu Thành                             | Kết cấu cao nhất tỉnh Hậu Giang.                                                                                    |
| Ống khói Nhà máy nhiệt điện Nghi Sơn 1                                    | | Tháp bê tông       | Ống khói            | 207 m (679 ft)   | 2014 | Thanh Hóa                              | Nghi Sơn                               | Kết cấu cao nhất tỉnh Thanh Hóa                                                                                     |
| Ống khói Nhà máy nhiệt điện Mông Dương 2                                  | | Tháp bê tông       | Ống khói            | 204 m (669 ft)   | 2015 | Quảng Ninh                             | Cẩm Phả                                | [ 14 ] |
| Ống khói Nhà máy nhiệt điện Phả Lại I                                     | | Tháp bê tông       | Ống khói            | 200 m (660 ft)   | 1986 | Hải Dương                              | Chí Linh                               | Kết cấu cao nhất tỉnh Hải Dương                                                                                     |
| Ống khói Nhà máy nhiệt điện Phả Lại II                                    | | Tháp bê tông       | Ống khói            | 200 m (660 ft)   | 2002 | Hải Dương                              | Chí Linh                               | [ 15 ] |
| Ống khói số 1 Nhà máy nhiệt điện Uông Bí                                  | | Tháp bê tông       | Ống khói            | 200 m (660 ft)   | 2009 | Quảng Ninh                             | Uông Bí                                | [ 16 ] |
| Ống khói số 2 Nhà máy nhiệt điện Uông Bí                                  | | Tháp bê tông       | Ống khói            | 200 m (660 ft)   | 2009 | Quảng Ninh                             | Uông Bí                                | [ 16 ] |
| Ống khói số 1 Nhà máy nhiệt điện Quảng Ninh                               | | Tháp bê tông       | Ống khói            | 200 m (660 ft)   | 2010 | Quảng Ninh                             | Hạ Long                                | [ 17 ] |
| Ống khói số 2 Nhà máy nhiệt điện Quảng Ninh                               | | Tháp bê tông       | Ống khói            | 200 m (660 ft)   | 2010 | Quảng Ninh                             | Hạ Long                                | [ 17 ] |
| Ống khói Nhà máy nhiệt điện Hải Phòng 1                                   | | Tháp bê tông       | Ống khói            | 200 m (660 ft)   | 2011 | Hải Phòng                              | Thủy Nguyên                            | [ 18 ] |
| Ống khói Nhà máy nhiệt điện Hải Phòng 2                                   | | Tháp bê tông       | Ống khói            | 200 m (660 ft)   | 2014 | Hải Phòng                              | Thủy Nguyên                            | [ 18 ] |
| Ống khói Nhà máy nhiệt điện Nghi Sơn 2                                    | | Tháp bê tông       | Ống khói            | 200 m (660 ft)   | 2022 | Thanh Hóa                              | Nghi Sơn                               | [ 19 ] |
| Trụ T1 Cáp treo Nữ Hoàng                                                  | | Tháp bê tông       | Cáp treo            | 188,9 m (620 ft) | 2016 | Quảng Ninh                             | Hạ Long                                | [ 20 ] |
| Trụ T2 Cáp treo Cát Hải - Phù Long                                        | | Tháp bê tông       | Cáp treo            | 184,5 m (605 ft) | 2020 | Hải Phòng                              | Cát Hải                                | [ 7 ] |
| Tháp phát sóng Đài Phát thanh - Truyền hình Long An                       | | Tháp lưới thép     | Viễn thông          | 180 m (590 ft)   | 2005 | Long An                                | Tân An                                 | Kết cấu cao nhất tỉnh Long An.                                                                                      |
| Tháp phát sóng VTV Cần Thơ                                                | | Tháp lưới thép     | Viễn thông          | 180 m (590 ft)   | 2016 | Cần Thơ                                | Ninh Kiều                              | Kết cấu cao nhất thành phố Cần Thơ.                                                                                 |
| Ống khói Nhà máy nhiệt điện Vũng Áng I                                    | | Tháp bê tông       | Ống khói            | 176,5 m (579 ft) | 2014 | Hà Tĩnh                                | Kỳ Anh                                 | Kết cấu cao nhất tỉnh Hà Tĩnh                                                                                       |
| Cột điện số 05 Đường dây 500kV Sông Hậu - Đức Hòa                         | | Tháp lưới thép     | Cột điện            | 175 m (574 ft)   | 2020 | Cần Thơ                                | Ô Môn                                  | [ 24 ] |
| Cột điện số 06 Đường dây 500kV Sông Hậu - Đức Hòa                         | | Tháp lưới thép     | Cột điện            | 175 m (574 ft)   | 2020 | Đồng Tháp                              | Lai Vung                               | Kết cấu cao nhất tỉnh Đồng Tháp                                                                                     |
| Giàn khoan Tam Đảo 05                                                     | | Kết cấu ngoài khơi | Khoan dầu           | 167 m (548 ft)   | 2016 | Biển Đông (vùng thềm lục địa Việt Nam) | Biển Đông (vùng thềm lục địa Việt Nam) | Hiện là giàn khoan tự nâng có chiều dài thân dàn lớn nhất Việt Nam.                                                 |
| Cầu Cần Thơ                                                               | | Tháp bê tông       | Cầu                 | 164,8 m (541 ft) | 2010 | Vĩnh Long Cần Thơ                      | Bình Minh Cái Răng                     | Cầu dây văng cao nhất Việt Nam.                                                                                     |
| Trụ T4 Cáp treo Hòn Thơm                                                  | | Tháp bê tông       | Cáp treo            | 164,4 m (539 ft) | 2018 | Kiên Giang                             | Phú Quốc                               | Kết cấu cao nhất tỉnh Kiên Giang.                                                                                   |
| Nhà máy điện gió Lạc Hòa                                                  | | Turbine gió        | Phát điện           | 162 m (531 ft)   | 2022 | Sóc Trăng                              | Vĩnh Châu                              | Hiện là các trụ tháp turbine gió cao nhất Việt Nam. Đồng thời là kết cấu cao nhất tỉnh Sóc Trăng.                   |
| Nhà máy điện gió Hòa Đông                                                 | | Turbine gió        | Phát điện           | 162 m (531 ft)   | 2023 | Sóc Trăng                              | Vĩnh Châu                              | [ 28 ] |
| Giàn khoan Tam Đảo 02                                                     | | Kết cấu ngoài khơi | Khoan dầu           | 160,5 m (527 ft) | 2014 | Biển Đông (vùng thềm lục địa Việt Nam) | Biển Đông (vùng thềm lục địa Việt Nam) | [ 29 ] |
| Ống khói Nhà máy Nhiệt điện Sơn Động                                      | | Tháp bê tông       | Ống khói            | 160 m (520 ft)   | 2008 | Bắc Giang                              | Sơn Động                               | Kết cấu cao nhất tỉnh Bắc Giang.                                                                                    |
| Tháp phát sóng Đài Phát thanh - Truyền hình Nam Định mới                  | | Tháp lưới thép     | Viễn thông          | 160 m (520 ft)   | 2015 | Nam Định                               | Nam Định                               | Được xây dựng lại sau khi tháp phát sóng cũ cao 180m bị bão quật đổ vào năm 2012.                                   |
| Giàn khoan tự nâng PVD II                                                 | | Kết cấu ngoài khơi | Khoan dầu           | 157,6 m (517 ft) | 2009 | Biển Đông (vùng thềm lục địa Việt Nam) | Biển Đông (vùng thềm lục địa Việt Nam) | [ 32 ] |
| Giàn khoan tự nâng PVD III                                                | | Kết cấu ngoài khơi | Khoan dầu           | 157,6 m (517 ft) | 2009 | Biển Đông (vùng thềm lục địa Việt Nam) | Biển Đông (vùng thềm lục địa Việt Nam) | [ 33 ] |
| Ống khói số 1 Nhà máy nhiệt điện Cẩm Phả                                  | | Tháp bê tông       | Ống khói            | 155 m (509 ft)   | 2009 | Quảng Ninh                             | Cẩm Phả                                | [ 34 ] |
| Ống khói số 2 Nhà máy nhiệt điện Cẩm Phả                                  | | Tháp bê tông       | Ống khói            | 155 m (509 ft)   | 2009 | Quảng Ninh                             | Cẩm Phả                                | [ 34 ] |
| Tháp phát sóng Đài Phát thanh - Truyền hình Vĩnh Long                     | | Tháp lưới thép     | Viễn thông          | 153 m (502 ft)   | 2000 | Vĩnh Long                              | Vĩnh Long                              | [ 35 ] |
| Trụ T5 Cáp treo Hòn Thơm                                                  | | Tháp bê tông       | Cáp treo            | 151,7 m (498 ft) | 2018 | Kiên Giang                             | Phú Quốc                               | [ 36 ] |
| Ống khói Nhà máy nhiệt điện Mạo Khê                                       | | Tháp bê tông       | Ống khói            | 150 m (490 ft)   | 2012 | Quảng Ninh                             | Đông Triều                             | [ 37 ] |
| Tháp phát sóng Đài Phát thanh - Truyền hình Bắc Giang                     | | Tháp lưới thép     | Viễn thông          | 150 m (490 ft)   | 2016 | Bắc Giang                              | Bắc Giang                              | [ 38 ] |
| Ống khói Nhà máy nhiệt điện Lee & Man                                     | | Tháp bê tông       | Ống khói            | 150 m (490 ft)   | 2018 | Hậu Giang                              | Châu Thành                             | [ 39 ] |
| Ống khói Nhà máy nhiệt điện Thăng Long                                    | | Tháp bê tông       | Ống khói            | 150 m (490 ft)   | 2019 | Quảng Ninh                             | Hạ Long                                | [ 40 ] |
| Tháp phát sóng Đài Phát thanh - Truyền hình Khánh Hòa                     | | Tháp lưới thép     | Viễn thông          | 149,5 m (490 ft) | 2018 | Khánh Hòa                              | Nha Trang                              | Kết cấu cao thứ 10 tại tỉnh Khánh Hòa.                                                                              |
| Cầu Trần Thị Lý                                                           | | Tháp bê tông       | Cầu                 | 149 m (489 ft)   | 2013 | Đà Nẵng                                | Ngũ Hành Sơn Hải Châu                  | Kết cấu cao thứ 10 tại thành phố Đà Nẵng.                                                                           |
| Tháp phát sóng Đài Phát thanh truyền hình Bến Tre                         | | Tháp lưới thép     | Viễn thông          | 145 m (476 ft)   | 1999 | Bến Tre                                | Bến Tre                                | Kết cấu cao nhất tại tỉnh Bến Tre.                                                                                  |
| Tháp phát sóng Đài Phát thanh - Truyền hình Bà Rịa – Vũng Tàu             | | Tháp lưới thép     | Viễn thông          | 145 m (476 ft)   | 2008 | Bà Rịa – Vũng Tàu                      | Bà Rịa                                 | Kết cấu cao nhất tại tỉnh Bà Rịa – Vũng Tàu.                                                                        |
| Giàn khoan Tam Đảo 03                                                     | | Kết cấu ngoài khơi | Khoan dầu           | 145 m (476 ft)   | 2010 | Biển Đông (vùng thềm lục địa Việt Nam) | Biển Đông (vùng thềm lục địa Việt Nam) | [ 29 ] |
| Nhà máy điện gió BT1                                                      | | Turbine gió        | Phát điện           | 145 m (476 ft)   | 2021 | Quảng Bình                             | Quảng Ninh                             | Kết cấu cao nhất tại tỉnh Quảng Bình.                                                                               |
| Nhà máy điện gió BT2                                                      | | Turbine gió        | Phát điện           | 145 m (476 ft)   | 2021 | Quảng Bình                             | Lệ Thủy                                | [ 45 ] |
| Nhà máy điện gió BT3                                                      | | Turbine gió        | Phát điện           | 145 m (476 ft)   | 2021 | Quảng Bình                             | Lệ Thủy                                | [ 45 ] |
| Cột điện số 119 Đường dây 500kV mạch 3 (đoạn Thanh Hóa - Nam Định)        | | Tháp lưới thép     | Cột điện            | 145 m (476 ft)   | 2024 | Nam Định                               | Nam Trực                               | [ 46 ] |
| Cột điện số 135 Đường dây 500kV mạch 3 (đoạn Quảng Trạch - Quỳnh Lưu)     | | Tháp lưới thép     | Cột điện            | 145 m (476 ft)   | 2024 | Hà Tĩnh                                | Cẩm Xuyên                              | [ 47 ] |
| Cột điện số 136 Đường dây 500kV mạch 3 (đoạn Quảng Trạch - Quỳnh Lưu)     | | Tháp lưới thép     | Cột điện            | 145 m (476 ft)   | 2024 | Hà Tĩnh                                | Cẩm Xuyên                              | [ 47 ] |
| Cột điện số 175 Đường dây 500kV mạch 3 (đoạn Quảng Trạch - Quỳnh Lưu)     | | Tháp lưới thép     | Cột điện            | 145 m (476 ft)   | 2024 | Hà Tĩnh                                | Cẩm Xuyên                              | [ 48 ] |
| Cầu Vàm Cống                                                              | | Tháp bê tông       | Cầu                 | 143,9 m (472 ft) | 2019 | Đồng Tháp Cần Thơ                      | Lai Vung Thốt Nốt                      | [ 49 ] |
| Ống khói Nhà máy nhiệt điện Ô Môn                                         | | Tháp thép          | Ống khói            | 140 m (460 ft)   | 2008 | Cần Thơ                                | Ô Môn                                  | [ 50 ] |
| Nhà máy điện gió Hòa Bình 5                                               | | Turbine gió        | Phát điện           | 140 m (460 ft)   | 2021 | Bạc Liêu                               | Hòa Bình                               | Kết cấu cao nhất tại tỉnh Bạc Liêu.                                                                                 |
| Cầu Phú Mỹ                                                                | | Tháp bê tông       | Cầu                 | 139,5 m (458 ft) | 2009 | Thành phố Hồ Chí Minh                  | Thủ Đức Quận 7                         | [ 52 ] |
| Đập thủy điện Sơn La                                                      | | Đập                | Phát điện           | 138,1 m (453 ft) | 2010 | Sơn La                                 | Mường La                               | Kết cấu cao nhất tại tỉnh Sơn La.                                                                                   |
| Trụ T2 Cáp treo Hòn Thơm                                                  | | Tháp bê tông       | Cáp treo            | 138 m (453 ft)   | 2018 | Kiên Giang                             | Phú Quốc                               | [ 36 ] |
| Cầu Bãi Cháy                                                              | | Tháp bê tông       | Cầu                 | 137,5 m (451 ft) | 2006 | Quảng Ninh                             | Hạ Long                                | [ 54 ] |
| Đập thủy điện Lai Châu                                                    | | Đập                | Phát điện           | 137 m (449 ft)   | 2016 | Lai Châu                               | Mường Tè                               | Kết cấu cao nhất tại tỉnh Lai Châu.                                                                                 |
| Nhà máy điện gió Đắk N'Drung                                              | | Turbine gió        | Phát điện           | 137 m (449 ft)   | 2021 | Đắk Nông                               | Đắk Song                               | Kết cấu cao nhất tại tỉnh Đắk Nông                                                                                  |
| Đập thủy điện Bản Vẽ                                                      | | Đập                | Phát điện           | 135 m (443 ft)   | 2010 | Nghệ An                                | Tương Dương                            | Kết cấu cao nhất tại tỉnh Nghệ An.                                                                                  |
| Đập thủy điện Nậm Chiến 1                                                 | | Đập                | Phát điện           | 135 m (443 ft)   | 2012 | Sơn La                                 | Mường La                               | Công trình có đập chính dạng vòm lớn nhất Việt Nam                                                                  |
| Giàn khoan tự nâng PVD VI                                                 | | Kết cấu ngoài khơi | Khoan dầu           | 135 m (443 ft)   | 2015 | Biển Đông (vùng thềm lục địa Việt Nam) | Biển Đông (vùng thềm lục địa Việt Nam) | [ 59 ] |
| Tháp phát sóng Đài Tiếng nói Việt Nam tại Quảng Bình                      | | Tháp lưới thép     | Viễn thông          | 135 m (443 ft)   | 2015 | Quảng Bình                             | Đồng Hới                               | [ 60 ] |
| Nhà máy điện gió Trung Nam (giai đoạn 3)                                  | | Turbine gió        | Phát điện           | 135 m (443 ft)   | 2020 | Ninh Thuận                             | Thuận Bắc                              | Kết cấu cao thứ 3 tại tỉnh Ninh Thuận.                                                                              |
| Nhà máy điện gió Amaccao Quảng Trị 1                                      | | Turbine gió        | Phát điện           | 135 m (443 ft)   | 2021 | Quảng Trị                              | Hướng Hóa                              | Kết cấu cao nhất tại tỉnh Quảng Trị.                                                                                |
| Tháp phát sóng Đài Phát thanh - Truyền hình Tuyên Quang                   | | Tháp lưới thép     | Viễn thông          | 135 m (443 ft)   | -    | Tuyên Quang                            | Tuyên Quang                            | Kết cấu cao nhất tại tỉnh Tuyên Quang.                                                                              |
| Giàn khoan tự nâng PVD I                                                  | | Kết cấu ngoài khơi | Khoan dầu           | 133,2 m (437 ft) | 2007 | Biển Đông (vùng thềm lục địa Việt Nam) | Biển Đông (vùng thềm lục địa Việt Nam) | [ 64 ] |
| Đập thủy điện Bản Chát                                                    | | Đập                | Phát điện           | 132 m (433 ft)   | 2015 | Lai Châu                               | Than Uyên                              | [ 65 ] |
| Nhà máy điện gió Thuận Nhiên Phong                                        | | Turbine gió        | Phát điện           | 131,4 m (431 ft) | 2021 | Bình Thuận                             | Bắc Bình                               | [ 66 ] |
| Nhà máy điện gió 7A                                                       | | Turbine gió        | Phát điện           | 130,3 m (427 ft) | 2021 | Ninh Thuận                             | Thuận Nam                              | [ 67 ] |
| Ống khói số 2 Nhà máy nhiệt điện Ninh Bình                                | | Tháp bê tông       | Ống khói            | 130 m (430 ft)   | 1998 | Ninh Bình                              | Ninh Bình                              | [ 68 ] |
| Nhà máy điện gió Kosy Bạc Liêu                                            | | Turbine gió        | Phát điện           | 130 m (430 ft)   | 2021 | Bạc Liêu                               | Hòa Bình                               | [ 69 ] |
| Nhà máy điện gió Sunpro                                                   | | Turbine gió        | Phát điện           | 130 m (430 ft)   | 2021 | Bến Tre                                | Bình Đại                               | [ 70 ] |
| Đập thủy điện Hòa Bình                                                    | | Đập                | Phát điện           | 128 m (420 ft)   | 1994 | Hòa Bình                               | Hòa Bình                               | Kết cấu cao nhất tại tỉnh Hòa Bình.                                                                                 |
| Đập thủy điện Đồng Nai 4                                                  | | Đập                | Phát điện           | 127,5 m (418 ft) | 2013 | Đắk Nông Lâm Đồng                      | Đắk Glong Bảo Lâm                      | Kết cấu cao nhất tại tỉnh Lâm Đồng.                                                                                 |
| Giàn khoan Cửu Long                                                       | | Kết cấu ngoài khơi | Khoan dầu           | 126,3 m (414 ft) | 2014 | Biển Đông (vùng thềm lục địa Việt Nam) | Biển Đông (vùng thềm lục địa Việt Nam) | [ 73 ] |
| Cầu Mỹ Thuận 2                                                            | | Tháp bê tông       | Cầu                 | 125,5 m (412 ft) | 2023 | Tiền Giang Vĩnh Long                   | Cái Bè Vĩnh Long                       | Kết cấu cao nhất tại tỉnh Tiền Giang.                                                                               |
| Tháp phát sóng Đài Phát thanh - Truyền hình Điện Biên                     | Radio Tower through Trees - From Victory Monument on Hill D1 - Dien Bien Phu - Vietnam (48168813797).jpg | Tháp lưới thép     | Viễn thông          | 125 m (410 ft)   | 1996 | Điện Biên                              | Điện Biên Phủ                          | Kết cấu cao nhất tại tỉnh Điện Biên.                                                                                |
| Tháp phát sóng Đài Phát thanh - Truyền hình Thái Bình                     | | Tháp lưới thép     | Viễn thông          | 125 m (410 ft)   | 1996 | Thái Bình                              | Thái Bình                              | [ 76 ] |
| Tháp phát sóng Đài Phát thanh - Truyền hình Bạc Liêu                      | | Tháp lưới thép     | Viễn thông          | 125 m (410 ft)   | 1997 | Bạc Liêu                               | Bạc Liêu                               | [ 77 ] |
| Tháp phát sóng Đài Truyền hình Sóc Trăng                                  | | Tháp lưới thép     | Viễn thông          | 125 m (410 ft)   | 1997 | Sóc Trăng                              | Sóc Trăng                              | [ 78 ] |
| Tháp phát sóng Đài Phát thanh - Truyền hình Quảng Nam                     | | Tháp lưới thép     | Viễn thông          | 125 m (410 ft)   | 1999 | Quảng Nam                              | Tam Kỳ                                 | Kết cấu cao nhất tại tỉnh Quảng Nam.                                                                                |
| Tháp phát sóng Đài Truyền hình Trà Vinh                                   | | Tháp lưới thép     | Viễn thông          | 125 m (410 ft)   | 2003 | Trà Vinh                               | Trà Vinh                               | [ 80 ] |
| Tháp phát sóng Đài Phát thanh - Truyền hình khu vực thành phố Hà Tiên     | Quang truong ha tien.jpg                                                                                 | Tháp lưới thép     | Viễn thông          | 125 m (410 ft)   | 2009 | Kiên Giang                             | Hà Tiên                                | [ 81 ] |
| Tháp phát sóng Đài Phát thanh - Truyền hình Lào Cai                       | | Tháp lưới thép     | Viễn thông          | 125 m (410 ft)   | 2013 | Lào Cai                                | Lào Cai                                | Kết cấu cao nhất tại tỉnh Lào Cai.                                                                                  |
| Trạm phát sóng Đài Phát thanh - Truyền hình Hòa Bình Dốc Cun              | | Tháp lưới thép     | Viễn thông          | 125 m (410 ft)   | 2018 | Hòa Bình                               | Hòa Bình                               | [ 82 ] |
| Tháp ăng ten Công an Thành phố Hồ Chí Minh                                | | Tháp lưới thép     | Viễn thông          | 125 m (410 ft)   | -    | Thành phố Hồ Chí Minh                  | Quận 1                                 | [ 82 ] |
| Tháp phát sóng Đài Phát thanh - Truyền hình Bình Thuận                    | | Tháp lưới thép     | Viễn thông          | 125 m (410 ft)   | -    | Bình Thuận                             | Phan Thiết                             | [ 83 ] |
| Tháp phát sóng Đài Phát thanh - Truyền hình Đồng Tháp                     | | Tháp lưới thép     | Viễn thông          | 125 m (410 ft)   | -    | Đồng Tháp                              | Cao Lãnh                               | [ 84 ] |
| Tháp phát sóng Đài Phát thanh - Truyền hình Ninh Bình                     | 2022-07-20 Thành phố Ninh Bình, Ninh Bình, Việt Nam 005.jpg                                              | Tháp lưới thép     | Viễn thông          | 125 m (410 ft)   | -    | Ninh Bình                              | Ninh Bình                              | [ 85 ] |
| Tháp phát sóng Đài Tiếng nói Nhân dân Thành phố Hồ Chí Minh               | | Tháp lưới thép     | Viễn thông          | 125 m (410 ft)   | -    | Thành phố Hồ Chí Minh                  | Thủ Đức                                | [ 86 ] |
| Trụ T2 Cáp treo Nữ Hoàng                                                  | | Tháp bê tông       | Cáp treo            | 123,4 m (405 ft) | 2016 | Quảng Ninh                             | Hạ Long                                | [ 87 ] |
| Cầu Cao Lãnh                                                              | | Tháp bê tông       | Cầu                 | 123,4 m (405 ft) | 2018 | Đồng Tháp                              | Cao Lãnh Lai Vung                      | [ 88 ] |
| Cột phát sóng Đài Tiếng nói Nhân dân Thành phố Hồ Chí Minh                | | Cột dây co         | Viễn thông          | 122 m (400 ft)   | 2011 | Thành phố Hồ Chí Minh                  | Thủ Đức                                | [ 89 ] |
| Nhà máy điện gió Quốc Vinh Sóc Trăng                                      | | Turbine gió        | Phát điện           | 121 m (397 ft)   | 2021 | Sóc Trăng                              | Vĩnh Châu                              | [ 90 ] |
| Nhà máy điện gió BIM                                                      | | Turbine gió        | Phát điện           | 120,9 m (397 ft) | 2021 | Ninh Thuận                             | Thuận Nam                              | [ 91 ] |
| Tháp phát sóng Đài Phát thanh - Truyền hình Thừa Thiên Huế                | | Tháp lưới thép     | Viễn thông          | 120 m (390 ft)   | 1998 | Thừa Thiên Huế                         | Huế                                    | Kết cấu cao thứ 2 tại tỉnh Thừa Thiên Huế.                                                                          |
| Ống khói Nhà máy Nhiệt điện Cao Ngạn                                      | | Tháp bê tông       | Ống khói            | 120 m (390 ft)   | 2007 | Thái Nguyên                            | Thái Nguyên                            | [ 93 ] |
| Ống khói chính Nhà máy Xi măng Cẩm Phả                                    | | Tháp bê tông       | Ống khói            | 120 m (390 ft)   | 2008 | Quảng Ninh                             | Cẩm Phả                                | [ 94 ] |
| Nhà máy điện gió Hướng Linh                                               | | Turbine gió        | Phát điện           | 120 m (390 ft)   | 2017 | Quảng Trị                              | Hướng Hóa                              | [ 95 ] |
| Vinpearl Sky Wheel                                                        | | Vòng đu quay       | Giải trí            | 120 m (390 ft)   | 2017 | Khánh Hòa                              | Nha Trang                              | Vòng đu quay lớn nhất Việt Nam.                                                                                     |
| Nhà máy điện gió Đầm Nại                                                  | | Turbine gió        | Phát điện           | 120 m (390 ft)   | 2018 | Ninh Thuận                             | Thuận Bắc                              | [ 97 ] |
| Nhà máy điện gió Số 5 Thạnh Hải                                           | | Turbine gió        | Phát điện           | 120 m (390 ft)   | 2021 | Bến Tre                                | Thạnh Phú                              | [ 70 ] |
| Nhà máy điện gió Tân Phú Đông 2                                           | | Turbine gió        | Phát điện           | 120 m (390 ft)   | 2022 | Tiền Giang                             | Gò Công Đông                           | [ 98 ] |
| Tháp phát sóng Đài Phát thanh - Truyền hình Hải Phòng                     | | Tháp lưới thép     | Viễn thông          | 120 m (390 ft)   | -    | Hải Phòng                              | Lê Chân                                | [ 99 ] |
| Đập thủy điện Cửa Đạt                                                     | | Đập                | Phát điện           | 118,5 m (389 ft) | 2010 | Thanh Hóa                              | Thường Xuân                            | [ 100 ] |
| Tháp phát sóng Đài Phát thanh - Truyền hình Bình Phước                    | | Tháp lưới thép     | Viễn thông          | 118 m (387 ft)   | -    | Bình Phước                             | Đồng Xoài                              | Kết cấu cao nhất tại tỉnh Bình Phước.                                                                               |
| Tháp phát sóng Đài Truyền hình Nghệ An                                    | | Tháp lưới thép     | Viễn thông          | 117 m (384 ft)   | 2006 | Nghệ An                                | Vinh                                   | [ 102 ] |
| Cầu Rạch Miễu                                                             | | Tháp bê tông       | Cầu                 | 117 m (384 ft)   | 2009 | Tiền Giang                             | Mỹ Tho                                 | [ 103 ] |
| Trụ T3 Cáp treo Hòn Thơm                                                  | | Tháp bê tông       | Cáp treo            | 117 m (384 ft)   | 2018 | Kiên Giang                             | Phú Quốc                               | [ 36 ] |
| Cầu Mỹ Thuận                                                              | | Tháp bê tông       | Cầu                 | 116,5 m (382 ft) | 2000 | Tiền Giang Vĩnh Long                   | Cái Bè Vĩnh Long                       | [ 104 ] |
| Nhà máy điện gió Trung Nam (giai đoạn 2)                                  | | Turbine gió        | Phát điện           | 116 m (381 ft)   | 2019 | Ninh Thuận                             | Thuận Bắc                              | [ 61 ] |
| Tháp phát sóng Đài Phát thanh - Truyền hình Hà Tĩnh                       | | Tháp lưới thép     | Viễn thông          | 115 m (377 ft)   | 1996 | Hà Tĩnh                                | Hà Tĩnh                                | [ 105 ] |
| Tháp phát sóng Đài Phát thanh - Truyền hình Quảng Ninh                    | | Tháp lưới thép     | Viễn thông          | 115 m (377 ft)   | 1996 | Quảng Ninh                             | Hạ Long                                | [ 81 ] |
| Tháp phát sóng Đài Phát thanh - Truyền hình Thanh Hóa                     | | Tháp lưới thép     | Viễn thông          | 115 m (377 ft)   | 1997 | Thanh Hóa                              | Thanh Hóa                              | [ 81 ] |
| Đuốc đốt Nhà máy lọc dầu Dung Quất                                        | | Cột dây co         | Đuốc đốt            | 115 m (377 ft)   | 2011 | Quảng Ngãi                             | Bình Sơn                               | [ 106 ] |
| Sun Wheel Hạ Long                                                         | | Vòng đu quay       | Giải trí            | 115 m (377 ft)   | 2013 | Quảng Ninh                             | Hạ Long                                | [ 107 ] |
| Sun Wheel Asia Park                                                       | Tran Thi Ly Brücke.jpeg                                                                                  | Vòng đu quay       | Giải trí            | 115 m (377 ft)   | 2015 | Đà Nẵng                                | Hải Châu                               | [ 108 ] |
| Đập thủy điện Pá Hu                                                       | | Đập                | Phát điện           | 115 m (377 ft)   | 2020 | Yên Bái                                | Trạm Tấu                               | Kết cấu cao nhất tại tỉnh Yên Bái.                                                                                  |
| Tháp phát sóng Đài Phát thanh - Truyền hình Hà Giang                      | | Tháp lưới thép     | Viễn thông          | 115 m (377 ft)   | -    | Hà Giang                               | Hà Giang                               | [ 110 ] |
| Nhà máy điện gió Phương Mai 3                                             | | Turbine gió        | Phát điện           | 114 m (374 ft)   | 2019 | Bình Định                              | Quy Nhơn                               | [ 111 ] |
| Cầu Ba Son                                                                | | Tháp bê tông       | Cầu                 | 113 m (371 ft)   | 2022 | Thành phố Hồ Chí Minh                  | Thủ Đức Quận 1                         | [ 112 ] |
| Giàn khoan tiếp trợ nửa nổi nửa chìm PVD V                                | | Kết cấu ngoài khơi | Khoan dầu           | 111,9 m (367 ft) | 2011 | Biển Đông (vùng thềm lục địa Việt Nam) | Biển Đông (vùng thềm lục địa Việt Nam) | [ 113 ] |
| Nhà máy điện gió Gelex 1                                                  | | Turbine gió        | Phát điện           | 111 m (364 ft)   | 2021 | Quảng Trị                              | Hướng Hóa                              | [ 114 ] |
| Nhà máy điện gió Gelex 2                                                  | | Turbine gió        | Phát điện           | 111 m (364 ft)   | 2022 | Quảng Trị                              | Hướng Hóa                              | [ 114 ] |
| Nhà máy điện gió Gelex 3                                                  | | Turbine gió        | Phát điện           | 111 m (364 ft)   | 2023 | Quảng Trị                              | Hướng Hóa                              | [ 114 ] |
| Tháp phát sóng Đài Phát thanh - Truyền hình Tiền Giang                    | | Tháp lưới thép     | Viễn thông          | 110 m (360 ft)   | 1997 | Tiền Giang                             | Mỹ Tho                                 | [ 115 ] |
| Tháp phát sóng Đài Phát thanh - Truyền hình Quảng Bình                    | | Tháp lưới thép     | Viễn thông          | 110 m (360 ft)   | 1998 | Quảng Bình                             | Đồng Hới                               | [ 116 ] |
| Tháp phát sóng Đài Phát thanh - Truyền hình An Giang                      | | Tháp lưới thép     | Viễn thông          | 110 m (360 ft)   | 2014 | An Giang                               | Long Xuyên                             | [ 117 ] |
| Nhà thờ Giáo xứ Lãng Vân                                                  | | Tháp               | Tháp chuông         | 110 m (360 ft)   | 2024 | Ninh Bình                              | Gia Viễn                               | Nhà thờ cao nhất Việt Nam.                                                                                          |
| Ống khói Nhà máy Xi măng Đồng Lâm                                         | | Tháp bê tông       | Ống khói            | 109 m (358 ft)   | 2014 | Thừa Thiên Huế                         | Phong Điền                             | [ 119 ] |
| Đập thủy điện Sông Bung 4                                                 | | Đập                | Phát điện           | 109 m (358 ft)   | 2015 | Quảng Nam                              | Nam Giang                              | [ 120 ] |
| Tháp phát sóng Đài Phát thành - Truyền hình Hà Nam                        | | Tháp lưới thép     | Viễn thông          | 108 m (354 ft)   | 1996 | Hà Nam                                 | Phủ Lý                                 | [ 121 ] |
| Tháp phát sóng Đài Phát thành - Truyền hình Hưng Yên                      | | Tháp lưới thép     | Viễn thông          | 108 m (354 ft)   | 2008 | Hưng Yên                               | Hưng Yên                               | [ 122 ] |
| Cầu Nhật Tân                                                              | | Tháp bê tông       | Cầu                 | 108 m (354 ft)   | 2015 | Hà Nội                                 | Đông Anh Tây Hồ                        | [ 123 ] |
| Tượng Thích Ca Mâu Ni Phật Chùa Ông Núi                                   | | Tượng              | Tôn giáo            | 108 m (354 ft)   | 2017 | Bình Định                              | Phù Cát                                | Chiều cao của riêng bức tượng là 69m, nếu tính thêm cả phần chân đế 15m và phần đài sen thì tổng chiều cao là 108m. |
| Đập thủy điện Đồng Nai 3                                                  | | Đập                | Phát điện           | 107 m (351 ft)   | 2012 | Đắk Nông Lâm Đồng                      | Đắk Glong Bảo Lâm                      | [ 72 ] |
| Nhà máy điện gió Đông Hải 1                                               | | Turbine gió        | Phát điện           | 105 m (344 ft)   | 2021 | Bến Tre                                | Duyên Hải                              | [ 125 ] |
| Nhà máy điện gió Ea Nam                                                   | | Turbine gió        | Phát điện           | 105 m (344 ft)   | 2021 | Đắk Lắk                                | Ea H'leo                               | [ 126 ] |
| Tháp phát sóng Đài Phát thành - Truyền hình Lạng Sơn                      | | Tháp lưới thép     | Viễn thông          | 104,6 m (343 ft) | -    | Lạng Sơn                               | Lạng Sơn                               | [ 127 ] |
| Đập thủy điện Huội Quảng                                                  | | Đập                | Phát điện           | 104 m (341 ft)   | 2016 | Lai Châu                               | Than Uyên                              | [ 65 ] |
| Nhà máy điện gió V1-3                                                     | | Turbine gió        | Phát điện           | 104 m (341 ft)   | 2021 | Bến Tre                                | Ba Tri                                 | [ 128 ] |
| Trạm phát sóng Đài Tiếng nói Việt Nam Đồng Đế                             | | Tháp lưới thép     | Viễn thông          | 104 m (341 ft)   | -    | Khánh Hòa                              | Nha Trang                              | [ 82 ] |
| Cầu Pá Uôn                                                                | | Tháp bê tông       | Cầu                 | 103,8 m (341 ft) | 2010 | Sơn La                                 | Quỳnh Nhai                             | Cầu có phần trụ cao nhất Việt Nam.                                                                                  |
| Tháp trao đổi nhiệt Nhà máy Xi măng Cẩm Phả                               | | Tháp thép          | Tháp trao đổi nhiệt | 103,1 m (338 ft) | 2008 | Quảng Ninh                             | Cẩm Phả                                | [ 94 ] |
| Nhà máy điện gió Nhơn Hội                                                 | | Turbine gió        | Phát điện           | 102,5 m (336 ft) | 2021 | Bình Định                              | Quy Nhơn                               | [ 130 ] |
| Cầu Bính                                                                  | | Tháp bê tông       | Cầu                 | 101,6 m (333 ft) | 2005 | Hải Phòng                              | Thủy Nguyên Hồng Bàng                  | [ 131 ] |
| Tháp phát sóng Đài Phát thanh - Truyền hình Đồng Nai                      | | Tháp lưới thép     | Viễn thông          | 100 m (330 ft)   | 1995 | Đồng Nai                               | Biên Hòa                               | [ 132 ] |
| Tháp phát sóng Đài Phát thanh - Truyền hình Lâm Đồng                      | | Tháp lưới thép     | Viễn thông          | 100 m (330 ft)   | 1996 | Lâm Đồng                               | Đà Lạt                                 | [ 133 ] |
| Tháp phát sóng Đài Phát thanh - Truyền hình Thái Nguyên cũ                | Trung tâm thành phố Thái Nguyên đầu năm 2018.jpeg                                                        | Tháp lưới thép     | Viễn thông          | 100 m (330 ft)   | 2000 | Thái Nguyên                            | Thái Nguyên                            | [ 134 ] |
| Tháp phát sóng Đài Phát thanh - Truyền hình thành phố Móng Cái            | | Tháp lưới thép     | Viễn thông          | 100 m (330 ft)   | 2003 | Quảng Ninh                             | Móng Cái                               | [ 81 ] |
| Tháp phát sóng Đài Phát thanh Trà Vinh                                    | | Tháp lưới thép     | Viễn thông          | 100 m (330 ft)   | 2003 | Trà Vinh                               | Trà Vinh                               | [ 80 ] |
| Tháp phát sóng Đài Truyền hình Việt Nam tại Hòn Me                        | | Tháp lưới thép     | Viễn thông          | 100 m (330 ft)   | 2004 | Kiên Giang                             | Hòn Đất                                | [ 135 ] |
| Ống khói Nhà máy nhiệt điện Na Dương I                                    | | Tháp bê tông       | Ống khói            | 100 m (330 ft)   | 2005 | Lạng Sơn                               | Lộc Bình                               | [ 136 ] |
| Tháp phát sóng Đài Phát thanh Nghệ An                                     | | Tháp lưới thép     | Viễn thông          | 100 m (330 ft)   | 2006 | Nghệ An                                | Vinh                                   | [ 102 ] |
| Tháp Báo Thiên - Chùa Bái Đính                                            | | Tháp               | Bảo tháp            | 100 m (330 ft)   | 2008 | Ninh Bình                              | Gia Viễn                               | Bảo tháp cao nhất Việt Nam.                                                                                         |
| Ống khói thiêu kết Khu liên hợp sản xuất gang thép Hòa Phát (giai đoạn 1) | | Tháp bê tông       | Ống khói            | 100 m (330 ft)   | 2010 | Hải Dương                              | Kinh Môn                               | [ 138 ] |
| Tháp phát sóng Đài VTV Cần Thơ                                            | | Tháp lưới thép     | Viễn thông          | 100 m (330 ft)   | 2010 | Cần Thơ                                | Ninh Kiều                              | [ 139 ] |
| Ống khói thiêu kết Khu liên hợp sản xuất gang thép Hòa Phát (giai đoạn 2) | | Tháp bê tông       | Ống khói            | 100 m (330 ft)   | 2013 | Hải Dương                              | Kinh Môn                               | [ 138 ] |
| Ống khói thiêu kết Khu liên hợp sản xuất gang thép Hòa Phát (giai đoạn 3) | | Tháp bê tông       | Ống khói            | 100 m (330 ft)   | 2016 | Hải Dương                              | Kinh Môn                               | [ 138 ] |
| Tháp phát sóng Đài Phát thanh - Truyền hình Đắk Lắk                       | | Tháp lưới thép     | Viễn thông          | 100 m (330 ft)   | 2016 | Đắk Lắk                                | Buôn Hồ                                | [ 81 ] |
| Zeit Elevator                                                             | | Tháp bê tông       | Tháp thử thang máy  | 100 m (330 ft)   | 2020 | Đồng Nai                               | Nhơn Trạch                             | Tháp thử nghiệm thang máy cao nhất Việt Nam.                                                                        |
| Diên Thọ Tháp - Chùa Quốc Ân Khải Tường                                   | | Tháp               | Bảo tháp            | 100 m (330 ft)   | 2023 | Đồng Nai                               | Long Thành                             | [ 141 ] |

## Đang xây dựng
|   | Cấu trúc                                   | Tỉnh / Thành          | Huyện / Quận | Sử dụng  | Loại cấu trúc  | Chiều cao (m) | Năm  | Ghi chú |
| - | ------------------------------------------ | --------------------- | ------------ | -------- | -------------- | ------------- | ---- | ------- |
| 1 | Ống khói của Nhà máy nhiệt điện Vũng Áng 2 | Hà Tĩnh               | Kỳ Anh       | Ống khói | Tháp bê tông   | 210           | 2025 |         |
| 2 | Ống khói của Nhà máy nhiệt điện Long Phú   | Sóc Trăng             | Long Phú     | Ống khói | Tháp bê tông   | 195           | 2023 |         |
| 3 | Cầu Bình Khánh                             | Thành phố Hồ Chí Minh | Nhà Bè       | Cầu      | Tháp bê tông   | 155           | 2025 |         |
| 4 | Cột đo gió Nhà máy điện gió Quỳnh Lập 2    | Nghệ An               | Quỳnh Lưu    | Đo gió   | Cột lưới guyed | 140           | 2023 |         |
| 5 | Cầu Phước Khánh                            | Thành phố Hồ Chí Minh | Cần Giờ      | Cầu      | Tháp bê tông   | 135           | 2025 |         |
| 6 | Cầu Mỹ Thuận 2                             | Vĩnh Long             | Vĩnh Long    | Cầu      | Tháp bê tông   | 125,5         | 2023 |         |
| 7 | Cầu Rạch Miễu 2                            | Tiền Giang            | Mỹ Tho       | Cầu      | Tháp bê tông   | 110           | 2025 |         |

## Đã bị phá hủy
|    | Cấu trúc                                   | Tỉnh / Thành   | Huyện / Quận | Sử dụng  | Loại cấu trúc  | Chiều cao (m) | Hoàn thành | Dỡ bỏ | Ghi chú                                |
| -- | ------------------------------------------ | -------------- | ------------ | -------- | -------------- | ------------- | ---------- | ----- | -------------------------------------- |
| 1  | Trạm phát sóng LORAN-C Tân Mỹ              | Thừa Thiên Huế | Hương Trà    | Liên lạc | Cột lưới guyed | 190,5         | 1966       | 1975  |                                        |
| 2  | Tháp truyền hình Bình Dương cũ             | Bình Dương     | Thủ Dầu Một  | Liên lạc | Tháp lưới thép | 108           | 1993       | 2005  |                                        |
| 3  | Tháp truyền hình Nam Định cũ               | Nam Định       | Nam Định     | Liên lạc | Tháp lưới thép | 180           | 2010       | 2012  | Bị cơn bão số 8 quật đổ năm 2012       |
| 4  | Tháp anten Đài tiếng nói Việt Nam Đồng Hới | Quảng Bình     | Đồng Hới     | Liên lạc | Tháp lưới thép | 142           | 2012       | 2013  | Bị cơn bão số 10 quật đổ năm 2013      |
| 5  | Tháp truyền hình Thành phố Hồ Chí Minh cũ  | Tp.Hồ Chí Minh | Quận 1       | Liên lạc | Tháp lưới thép | 128           | 1966       | 2012  | Tháp truyền hình đầu tiên tại Việt Nam |
| 6  | Tháp truyền hình VTV cũ                    | Hà Nội         | Ba Đình      | Liên lạc | Tháp lưới thép | 125           | 1997       | 2016  |                                        |
| 7  | Tháp phát sóng Đài PT-TH Thành phố Cần Thơ | Cần Thơ        | Ninh Kiều    | Liên lạc | Tháp lưới thép | 120           | 2003       | 2016  |                                        |
| 8  | Tháp phát sóng Đài PT-TH Thị xã Kỳ Anh     | Hà Tĩnh        | Kỳ Anh       | Liên lạc | Tháp lưới thép | 100           | 2011       | 2017  | Bị cơn bão số 10 quật đổ năm 2017      |
| 9  | Tháp Báo Thiên                             | Hà Nội         |              |          |                | 72            | 1057       | 1426  | Bị phá để lấy đồng đúc đạn             |
| 10 | Tháp anten Vietnammobile                   | Quảng Bình     | Quảng Ninh   | Liên lạc | Cột lưới guyed | 62            | --         | 2013  |                                        |
| 11 | Tháp phát sóng Đài PT-TH Thành phố Uông Bí | Quảng Ninh     | Uông Bí      | Liên lạc | Cột lưới guyed | 52            | 2008       | 2013  | Bị cơn bão số 14 quật đổ năm 2013      |
| 12 | Tu viện Sainte Enfance                     | Tp.Hồ Chí Minh |              |          |                | 50            | 1864       | 1904  |                                        |
| 13 | Tháp anten xã Quảng Long                   | Quảng Ninh     | Hải Hà       | Liên lạc | Cột lưới guyed | 35            | 2010       | 2014  | Bị cơn bão số 3 quật đổ năm 2014       |
| 14 | Tháp phát sóng Đài PTTH Hà Nội             | Hà Nội         | Đống Đa      | Liên lạc | Tháp lưới thép | 80            | 1994       | 2013  |                                        |